# Siberische boomklever
De Siberische boomklever (Sitta arctica) is een zangvogel uit het geslacht Sitta.

## Verspreiding en leefgebied
Deze soort is endemisch in noordoostelijk Siberië.